# Otaku no Video
Otaku no Video (おたくのビデオ Otaku no Bideo) là một bộ anime OVA hài hước năm 1991 nhằm nhại lại đời sống và văn hóa của otaku, những cá nhân với lợi ích ám ảnh trong phương tiện truyền thông, đặc biệt là anime và manga, cũng như lịch sử của Gainax là hãng làm ra OVA này. Otaku no Video là sự pha trộn giữa phong cách phim tài liệu thông thường (với phim thực tế, không ít hơn) với kiểu kể chuyện anime mang tính truyền thống nhiều hơn. Otaku no Video được hãng AnimEigo cấp phép trình chiếu tại Mỹ. Bộ DAICON III and IV Opening Animations từ đầu những năm 1980 cũng xuất hiện trong OVA này. 

## Tóm tắt cốt truyện
Nhân vật chính là một chàng trai người Nhật bình thường tên là Kubo Ken, đang sống khá hạnh phúc với cô bạn gái Yoshiko và là một thành viên của đội tuyển quần vợt trường đại học của mình, cho đến một hôm anh bất ngờ gặp lại người bạn cũ từ hồi trung học là Tanaka. Sau khi Tanaka mang anh vào hội của mình (cả bọn đều là otaku gồm: một nữ họa sĩ vẽ minh họa, một geek đam mê thông tin, một võ sĩ và một nhà sưu tập vũ khí), kể từ đó nó đã làm thay đổi cuộc đời của Kubo với mong muốn trở thành Otaking, Vua của tất cả otaku.
Anh tìm cách tạo ra bộ dụng cụ mô hình riêng của mình, mở cửa hàng, và thậm chí xây dựng một nhà máy ở Trung Quốc. Sau đó, anh đánh mất tất cả khi một trong những đối thủ của Kubo (cũng là người đã kết hôn với Yoshiko vì hận Kubo đã bỏ rơi cô ấy) nắm quyền kiểm soát doanh nghiệp của anh với sự giúp đỡ vô tình của Tanaka. Nhưng sau đó Kubo và Tanaka đã làm lành với nhau, hợp tác với nghệ sĩ làm việc chăm chỉ Misuzu, Kubo và bạn bè của anh đã thành công trong việc tiếp nhận ngành công nghiệp anime với show diễn thiếu nữ phép thuật "Misty May". Một khi họ đã đạt đến đỉnh cao danh vọng của mình, Ken và Tanaka bèn lập ra Otakuland, tương tự như Disneyland dành cho otaku (câu chuyện cho thấy Otakuland nằm trong cùng một thành phố Urayasu, tỉnh Chiba, giống như Tokyo Disneyland ngoài đời thực.)
Nhiều năm sau, Ken và Tanaka trở lại Otakuland trong bối cảnh Nhật Bản bị nhấn chìm xuống nước sau tận thế và tìm thấy cấu trúc trung tâm của nó là một robot khổng lồ, rồi cải tạo thành một tàu vũ trụ đa chức năng do một trong những người bạn otaku cũ của họ lái. Được trẻ lại một cách kỳ diệu, họ bay ra khỏi không gian để tìm kiếm hành tinh của Otaku.

## Chân dung của một Otaku
Một phần gây tranh cãi và hài hước của Otaku no Video là bao gồm các đoạn phim trích dẫn tài liệu do người đóng mang tựa đề "Chân dung của một Otaku ". Trong các phân đoạn này, đoàn làm phim tài liệu sẽ phỏng vấn một otaku vô danh thường hay mặc cảm vì là một fan hâm mộ và với khuôn mặt bị làm nhòe đi và giọng nói của họ sẽ được ngụy trang theo kiểu kỹ thuật số. Các đoạn phim tài liệu nhại lại đóng vai trò như một đối trọng với anime: trong khi anime nhấn mạnh đến tình bạn, tính sáng tạo và ước mơ của xu hướng công nhận otaku, thì các cuộc phỏng vấn ngoài đời thường phóng đại những phẩm chất tiêu cực của nó. Các chủ đề sẽ thực hiện âm giai của nhóm văn hóa otaku: các cuộc phỏng vấn bao gồm một cosplayer hiện đang làm việc như một lập trình viên máy tính và hoàn toàn phủ nhận những ngày tháng cosplay của mình, ngay cả khi được giới thiệu với một bức ảnh chụp làm chứng, nhưng cứ khư khư giữ chiếc mũ Char Aznable của mình trong ngăn kéo bàn làm việc, một otaku chơi airsoft, một otaku say mê garage kit và một người ở suốt trong phòng chuyên ghi lại các chương trình truyền hình để bán, nhưng lại không thực sự xem được bất cứ thứ gì anh ta ghi lại. Các cuộc phỏng vấn cũng có người hâm mộ tham gia vào một loạt các hoạt động bất hợp pháp hoặc không lành mạnh, chẳng hạn như những tên trộm cel, một fan hâm mộ những bộ phim khiêu dâm cố gắng sản xuất một loại mắt kính để vượt qua kiểu kiểm duyệt làm nhòe vốn phổ biến trong các phim khiêu dâm của Nhật Bản và những người cho xem thủ dâm trong cuộc phỏng vấn, rồi một game thủ máy tính nhìn trông giống như thành viên hãng Gainax Hideaki Anno, thường bị ám ảnh bởi một nhân vật trong một game hentai trên máy tính (Noriko từ Gunbuster đóng một vai trò trong tựa game hentai của riêng Gainax: Cybernetic High School).
Có nghi vấn rằng tất cả các đối tượng trong các phân đoạn Chân dung của một Otaku đều là nhân viên Gainax hoặc có liên hệ với Gainax tại thời điểm quay phim. Otaku đầu tiên được phỏng vấn mang một sự tương đồng rõ rệt với Okada Toshio, người sáng lập chính trong Gainax về cả nét mặt và ngoại hình. Otaku ngoại quốc, Shon Hernandez đã được xác nhận là Craig York, người với Shon Howell và Lea Hernandez có cái tên được vay mượn cho các nhân vật, là nhân viên chính của General Products USA, một chi nhánh bán hàng ở phương Tây lúc đầu của Gainax vào đầu thập niên 1990. Cuộc phỏng vấn với "Shon Hernandez" đã là một điểm bất đồng với Lea Hernandez, người đang phỏng vấn với tạp chí PULP, lưu ý rằng các cuộc phỏng vấn chưa được dàn dựng và Craig York đã khá chân thành trong suy nghĩ của mình và cảm thấy Gainax đã xúc phạm các thành viên người Mỹ của hãng. Trong cuộc phỏng vấn, những lời nói của Shon Hernandez trong khung cảnh trông hơi khác với những gì được hiển thị trên màn hình thông qua phụ đề (dựa trên "sự phiên dịch" từ người lồng tiếng của Nhật.)
Tại FanimeCon 2003, Hiroshi Sato, một họa sĩ anime và là thành viên khác của Gainax, nói rằng ông là một trong những người có mặt tại các cuộc phỏng vấn trong Otaku no Video. Trong Otaku no Video, otaku mê garage kit đã được trao biệt hiệu "Sato Hiroshi" cho cuộc phỏng vấn.

## Nhân vật
Kubo Ken (久保 健 Cửu Bảo Kiện)
The main character. Lồng tiếng bởi: Tsujitani Kōji
Tanaka (田中 Điền Trung)
Lồng tiếng bởi: Sakurai Toshiharu
Hino (日野 Nhật Dã)
Lồng tiếng bởi: Nakahara Shigeru
Fujihara Misuzu (福原 美鈴 Phúc Nguyên Mỹ Linh)
Lồng tiếng bởi: Kobayashi Yūko
Ueno Yoshiko (上野 美子 Thượng Dã Mỹ Tử)
Lồng tiếng bởi: Inoue Kikuko
Satō Yuri (佐藤 由梨 Tá Đằng Do Lê)
Lồng tiếng bởi: Amano Yuri
Miyoshi (三善 Tam Thiện)
Lồng tiếng bởi: Kikuchi Masami
Iiyama (飯山 Phạn Sơn)
Lồng tiếng bởi: Morikawa Toshiyuki
Yamaguchi (山口 Sơn Khẩu)
Lồng tiếng bởi: Tobita Nobuo
Kitajima (北島 Bắc Đảo)
Lồng tiếng bởi: Takagi Wataru
Yoshida (吉田 Cát Điền)
Lồng tiếng bởi: Umezu Hideyuki
Inoue (井上 Tĩnh Thượng)
Lồng tiếng bởi: Kanemaru Junichi
Murata (村田 Thôn Điền)
Lồng tiếng bởi: Yanada Kiyoyuki
Nakamaru Yōko (中丸陽子 Trung Hoàn Dương Tử)
Lồng tiếng bởi: Kurihara Rena
Ryū Kohaku (小白 龍 Tiểu Bạch Long)
Lồng tiếng bởi: Umezu Hideyuki
Bankman Kanda (バンクマン神田 Bankuman Kanda)
Lồng tiếng bởi: Akio Ōtsuka
Người dẫn truyện (ナレーション Narēshon)
Lồng tiếng bởi: Akio Ōtsuka